# Зандерсдорф
Зандерсдорф (нем. Sandersdorf) — община в Германии, в земле Саксония-Анхальт.
Входит в состав района Биттерфельд. Население составляет 9552 человека (на 31 декабря 2006 года). Занимает площадь 24,09 км².
Община подразделяется на 5 сельских округов.